# かもめのジョナサン

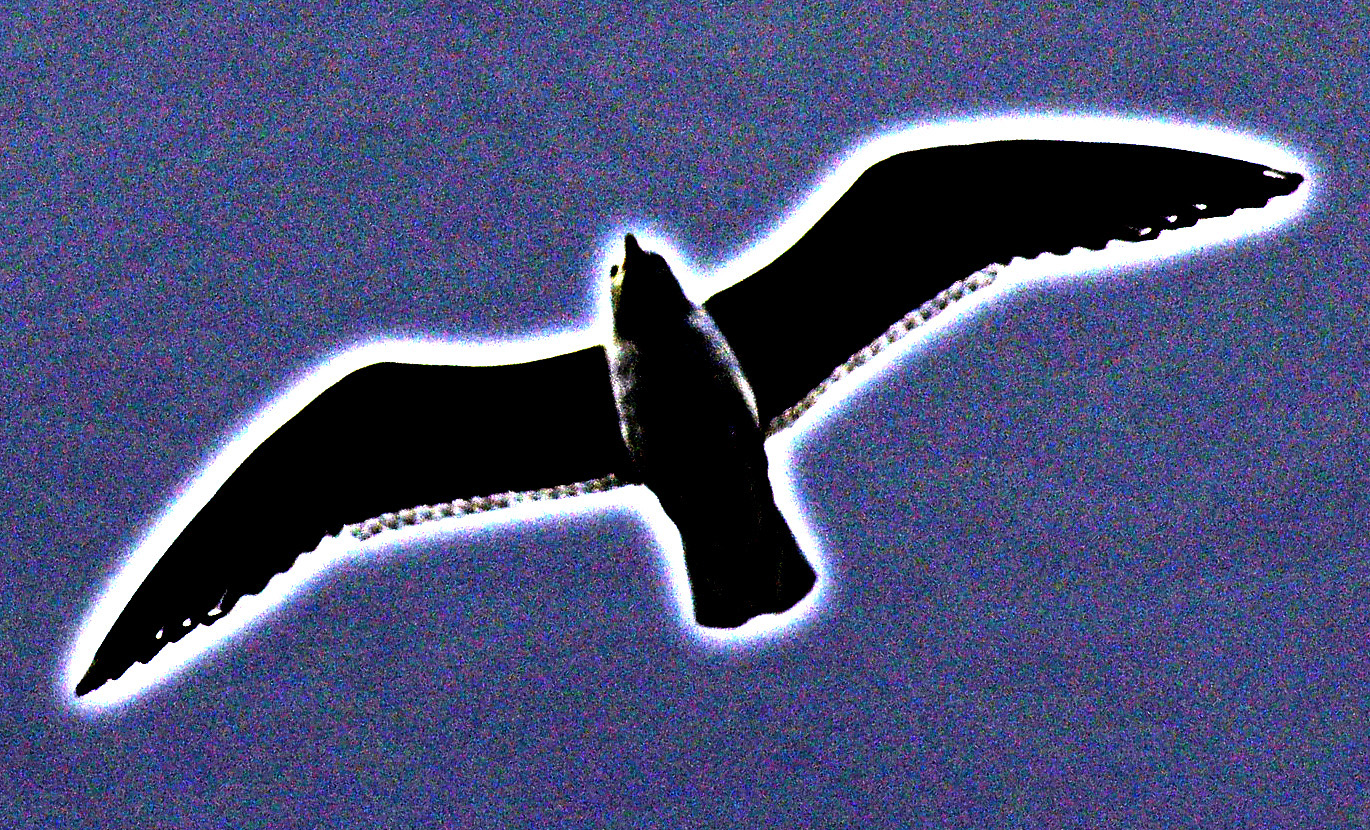

『かもめのジョナサン』（Jonathan Livingston Seagull）は、リチャード・バックによる小説。寓話的作品。1970年にアメリカで出版され、最初は当時のアメリカのヒッピー文化とあいまって口コミで徐々に広がり、1972年6月以降に大ヒットした。1970年の初版の英語タイトルは「Jonathan Livingston Seagull — a story.」。ラッセル・マンソンによるカモメの写真が随所に挿入されている。全3部構成で出版されていた。
1972年年後半にニューヨーク・タイムズのベストセラーリストの1位となり、38週もの間 1位を保ちつづけた。1972年と1973年の『パブリッシャーズ・ウィークリー』誌の全米週間ベストセラーリスト・小説部門（英語版）でも1位。1973年には当作品を原作とする映画が制作された。1974年10月時点（映画が日本で公開された時点）で、米国では『風と共に去りぬ』を抜いて1500万部のベストセラーになった。2014年時点で世界で4000万部売れていた。

日本では1974年に新潮社より五木寛之の訳（下訳はのち東大教授となる國重純二）で出版され、（当時）120万部のベストセラーとなり、その後も読まれ、2014年時点で270万部を超えた。が、1974年版のあとがきにも書いている通り、五木はこの作品には当初から違和感を覚えている。

キリスト教の異端的潮流ニューソートの思想が反映されていると指摘されており、禅の影響を感じるとも言われる。読者たちを精神世界の探究、宗教的な探究などへといざない、自己啓発本のようにも読まれている。
2012年8月、作者は小型飛行機の操縦中に墜落事故をおこし重傷を負った。その際いろいろ想う所があったらしく、元々全4部の作品として書いていたが第4部を封印して世に出していたのだ、と語り、2014年2月、44年前に封印していたという幻の第4部を含めた「完全版」を電子書籍形式で発表した。日本ではこれを「かもめのジョナサン完成版」と題し、同年7月に紙の書籍で発売された。出版社/第4章の訳者は従来と同じく新潮社/五木寛之。（ただし「完成版」では五木訳は“ 創訳 ”として記載されている。）

## あらすじ
第1部
主人公のカモメのジョナサン・リヴィングストンは、他のカモメたちが餌を摂るためにしか飛ばないのに対して、飛ぶという行為自体に価値を見出す。そして、どこまで低速で飛べるか試してみたり、どれほど低空を飛べるか試した。ジョナサンは、食事をするのも忘れて飛行の探究に打ち込んだために、「骨と羽根だけ」の状態になっていた。あきれて注意する母に、彼は、「自分が空でできることは何で、できないことは何かを知りたいのだ」と説明した。さらに、時速数百kmという高速で飛ぶことを探究するために、高高度から急降下する危険な練習を重ねた。だが、それらの奇行を見とがめられ変わり者扱いされ、ある日のこと、群れの「評議集会」に呼び出され、長老から"無責任"などと決めつけられ、カモメはただ餌を食べ可能な限り長生きするために生まれてきたのだ、などと言われる。そこで、ジョナサンは、生きることの意味やより高い目的を発見するカモメこそ責任感があるのだ、と群れのカモメたちに考えを伝えようとするのだが、理解されず群れ社会から追放されてしまう。追放されて一羽になっても速く飛ぶための訓練をやめないジョナサンの前に、2羽の光り輝くカモメが現れ、より高次なる世界へと導いて行く。
第2部以降
「目覚めたカモメたち」の世界でジョナサンは、より高度な飛行術を身に付けたすえ、長老チャンから「瞬間移動」を伝授されることになる。そしてある日、弟子を連れて下界に降り、カモメの人生は飛ぶことにあるという「思想」を下界のカモメに広めようと試みるが、下界のカモメからは悪魔と恐れられるようになるなどトリックスターの側面を醸し出していく。
そしてある時ジョナサンは自由を求めて弟子たちからも離れ、それから数年の歳月が流れた。若いカモメたちの間ではジョナサンは「伝説のカモメ」として神格化され、ジョナサンの言葉、仕草、目は何色だったかなど、些細なことを知りたがり崇めるようになるが、一方で直接ジョナサンから学んだ弟子たちは、そのようなことに夢中になってジョナサンの教えの神髄たる「真に飛ぶことを求める」訓練や努力をおろそかにする若いカモメたちに懐疑的になる。そしてジョナサンの弟子たちもいなくなると全ては形骸化した儀式と化し、儀式とその解釈に多くの時間を費やすようになり、飛行技術の追求は完全に忘れ去られていく。若いカモメのアンソニーはそんな風潮に対して「あの偉大なジョナサンはずっと昔にだれかがでっちあげた神話にすぎない」と嘆く。そして深い疎外感や悲しみに囚われたアンソニーが投身自殺を図った時、彼の前に現れたのは…。

## 映画化
1973年にホール・バートレット監督によって映画化された。原作同様に人間は登場せず、バードトレーナー調教のカモメ達が登場キャラクターを演じる。ヘリコプター撮影による雄大な空撮映像に、シンガー・ソングライターのニール・ダイアモンドが劇中歌を付け加えており、原作とはまた一味違う詩情を持ったシネポエムとなっている。

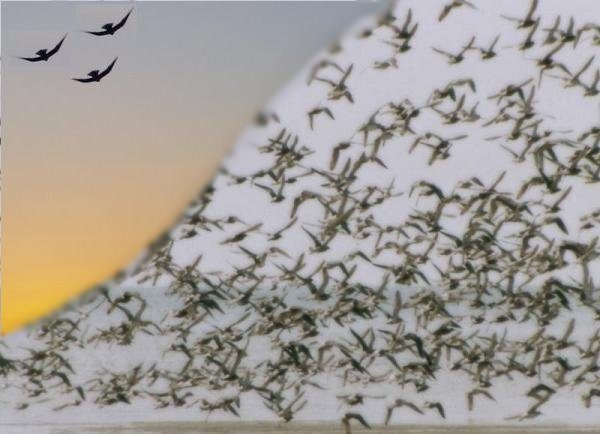
餌をとるためにしか飛ばないカモメの群れと、純粋に飛ぶことを追求するカモメ。本作品における主題イメージ。

## 宗教的解釈
尚美学園大学のイザベル・バロソは、キリスト教の異端的潮流ニューソートの思想が反映されていると評している。禅の影響を感じるという声もある。
物語後半から、ジョナサンは思いもよらない非凡な訓練によって通常カモメの飛行能力を遥かに超えた能力を身に付けていくが、それらはすでに物理飛行の次元を超えていく。さらには岩盤に激突したカモメを生き返らせる場面も登場するなど日常世界から遠くかけ離れた境地の世界が描かれている。
訳者の五木寛之は、追加された第4章を読んで法然を連想したという。

## 社会的影響
- 米国ではThomas Meehanによる"Marvin Stanley Pigeon"というタイトルのパロディ作品が登場した。またパロディとしてソル・ワインスタインとハワード・アルブレヒトによる『にわとりのジョナサン』("Jonathan Segal Chicken") が書かれた。こちらは五木に対抗して青島幸男が翻訳し、それなりに売れた。
- 日本では1975年頃に以下のようななぞなぞが流行した（当時の日本では、このようなバカバカしいクイズが大ブームとなり、「ナンセンス・クイズ」と呼称された）。

また1975年5月、放送作家の奥山侊伸が『かもめのミナサン』というエッセイ集を立風書房から出版した。
- 同時期にヒットした映画「トラック野郎」シリーズにも、主人公の相棒として本作をもじった「やもめのジョナサン」というキャラクター（演じているのは愛川欽也）が登場した。なお、同タイトルながらまったく関係のない短編漫画「やもめのジョナサン」が、赤塚不二夫の『ギャグゲリラ』にも収録されている。
- 村井秀夫は「かもめのジョナサン」の心境になったといってオウム真理教に入信した。
- 手塚治虫の漫画「鳥人大系」には、この小説のパロディと思われる「カモメのジョンガラサン」というエピソードがある。これも他の多くのカモメたちから離れて自分の生き方を貫いた孤高のカモメの物語である。
- ABBAの曲「イーグル」（Eagle）は、この小説にインスパイアされて作成された。彼らの曲としては異色の、まるで交響曲のような壮大さを持つ曲である。
- 栃木県小山市にある白鷗大学の校名の由来となった[7]。

## 日本語訳
- 五木寛之訳。新潮社、1974年、完成版2014年。新潮文庫、1981年、改版2015年。下訳は國重純二
- 『かもめのジョナサン写真集』写真: ホール・バートレット サン企画　1975年